# Giussago (Portogruaro)
Giussago è un piccolo centro abitato, frazione del comune di Portogruaro, in provincia di Venezia.

## Storia
Lo storico portogruarese Ernesto Degani colloca la nascita della pieve di Giussago tra il IV e l'VIII secolo. 
Scavi effettuati nel 1989 hanno documentato la presenza di un vasto complesso cimiteriale e di alcune strutture edilizie dell'antica chiesa di S. Martino, con reperti (mattoni, frammenti di tegole) di epoca romana, il che conforta l'ipotesi del Degani. La villa di Giussago è ricordata in un documento del 1042, ed è annoverata tra le pievi nella bolla di protezione concessa dal papa Urbano III al vescovo Gionata nel 1186.
A Torresella il 24 maggio 1915 arriva la 13ª Squadriglia da ricognizione e combattimento che resta fino al 29 maggio.
Dopo la Battaglia di Caporetto Torresella diventa un campo austriaco ospitando la FliK 41J, il reparto dell'asso dell'aviazione austriaco Godwin Brumowski.